# Карпутцева, Анна Леонтьевна
Анна Леонтьевна Карпутцева (7 сентября 1918 — 2 апреля 2001) — передовик советского сельского хозяйства, бригадир совхоза «Большевик» Серпуховского района Московской области, Герой Социалистического Труда (1966). 

## Биография
Родилась в 1918 году в деревне Кочерово, Белёвского уезда Тульской губернии в русской семье крестьянина. Завершила обучение в 4-х классах школы и трудоустроилась работать в сельское хозяйство. В 1936 году была принята на работу в совхоз «Большевик» в село Дашковка Серпуховского района. в этом же году возглавила комсомольскую бригаду.
В начале 1942 года, после разгрома фашистов под Москвой, рабочие совхоза стали готовиться к весенним полевым работам. Было посажено почти полторы тысячи гектаров картофеля, а также овощей  на площади 700 гектаров. основной отраслью совхоза стало овощеводство. 
Карпутцева продолжала работать бригадиром совхоза. За её бригадой было закреплено 120 гектаров посевных площадей. Занимались выращиванием картофеля и сахарной свёклы. В 1956 году была удостоена ордена Ленина. В последующие годы 7-й семилетки бригада Анны Леонтьевны продолжала быть передовой. Высокие результаты в овощеводстве были отмечены на государственном уровне.  
За успехи, достигнутые в увеличении производства и заготовок картофеля, овощей, плодов и винограда, Указом Президиума Верховного Совета СССР от 30 апреля 1966 года Анне Леонтьевне Карпутцевой было присвоено звание Героя Социалистического Труда с вручением ордена Ленина и золотой медали «Серп и Молот».
В дальнейшем продолжала трудовую деятельность. В марте 1969 года перешла работать помощником бригадира в теплицы. В 1971 году вышла на заслуженный отдых.   
Проживала в селе Дашковка. Умерла 2 апреля 2001 года.

## Награды
За трудовые успехи удостоена:
- золотая звезда «Серп и Молот» (30.04.1966),
- два ордена Ленина (30.01.1957, 30.04.1966),
- Медаль «За трудовое отличие» (05.02.1941),
- другие медали.